# Detlef Schütz
Detlef Schütz (* 4. April 1966 in Norken) ist ein ehemaliger deutscher Fußballschiedsrichter. Von 1995 bis 2000 leitete er Spiele in der 2. Fußball-Bundesliga sowie 1997 ein Spiel in der 1. Fußball-Bundesliga.

## Karriere
Er legte 1983 die Schiedsrichterprüfung ab.
Sein erstes bekanntes Spiel pfiff er 13. November 1993 in der damaligen Oberliga Südwest beim 1:1 zwischen dem SC Hauenstein und dem FSV Saarwellingen. Ebenfalls 1993 wurde er zum Kreis-Schiedsrichter-Lehrwart berufen. Schon am 18. September 1994 gab es für ihn dann den ersten Einsatz in der damaligen Regionalliga West-Südwest. Von der DFB-Pokal Saison 1995/96 bis 1998/99 leitete er jeweils ein immer ein Spiel entweder in der 1. oder der 2. Runde. Sein einziges selbst geleitetes Spiel in der 1. Bundesliga ereignete sich am 29. Spieltag der Saison 1996/97 am 26. April 1997 zwischen dem VfL Bochum und dem SC Freiburg (3:2). Der kicker gab ihm damals die Note 4, betonte dabei die „oft zu großzügige“ Spielleitung.
Am 10. November 1999 musste er vor dem DFB-Sportgericht erscheinen. Grund dafür waren seine angebliche Aussage während der Partie Hansa Rostock gegen den SSV Ulm (2:1) vom 10. September 1999, in der er als Linienrichter eingesetzt war, gegen den damaligen Trainer der Ulmer Martin Andermatt. Laut ihm hätte er ihm auf eine Frage "Halt die Fresse" erwidert.
Seit dem Jahr 2000 hält er den Posten des Kreis-Schiedsrichter-Obmann inne. Sein letztes Spiel als hauptamtlicher Schiedsrichter in der 2. Bundesliga sollte er dann am 32. Spieltag der Saison 1999/2000, bei der Partie Chemnitzer FC gegen Stuttgarter Kickers (1:1), haben. Am 12. Juli 2000 konnte er erstmals an einem Spiel der Champions-League-Qualifikation teilnehmen, beim 0:4 zwischen dem F91 Düdelingen und dem Lewski Sofia wurde er als Linienrichter eingesetzt. In der Zeit danach beschränkten sich seine Einsätze auf die damalige Oberliga Südwest. Sein letztes bekanntes Spiel war dann am 26. Mai 2007 die Begegnung SpVgg EGC Wirges gegen den 1. FC Saarbrücken II. Im Juni 2016 wurde er mit der DFB-Ehrennadel ausgezeichnet.